# Vivian Vance
Vivian Vance, artiestennaam van Vivian Roberta Jones (Cherryvale (Kansas), 26 juli 1909 – Belvedere (Californië), 17 augustus 1979) was een Amerikaanse televisie- en theateractrice. Ze was ook zangeres. Haar meest bekende rol is die van Ethel Mertz in de komische televisieserie I Love Lucy. Voor deze rol won ze in 1953 een Emmy Award voor beste vrouwelijke bijrol in een komedieserie.

## Jonge leven en vroege carrière
Ze werd geboren als dochter van Robert Jones en Euphemia Ragan, ze was de tweede van zes kinderen. Op zesjarige leeftijd verhuisde haar familie naar Independence (Kansas). Vivian wilde actrice worden, maar dat was niet naar de zin van haar strenge moeder. Het duurde niet lang vooraleer ze rebels werd en toch ging acteren. Ze verhuisde naar Tulsa (Oklahoma) en nam de naam Vivian Vance aan.
Later verhuisde ze met haar man naar Albuquerque, New Mexico en sloot zich daar aan bij het theater. Daar kreeg ze succes en werd ze plaatselijk vrij bekend. Ze verdiende genoeg geld om in New York te gaan studeren. Nadat ze van haar eerste man Joseph Shearer Danneck Jr. scheidde verhuisde ze naar de Oostkust in 1932. Aanvankelijk vond ze niet veel werk maar dat veranderde door haar twee jaar durende rol in de musical Music in the Air van Oscar Hammerstein. In deze periode trouwde ze met George Koch. Hierna werd ze de doublure van Ethel Merman in het stuk Anything Goes. Haar eerste hoofdrol was in het stuk Hooray for What! toen ze op het laatste moment Kay Thompson verving.
In 1941 was ze al twee keer gescheiden en trouwde dan met acteur Philip Ober. In 1945 kreeg ze een zenuwinzinking. Nadat ze in therapie gegaan was herstelde ze en vond werk in Hollywood in de films The Secret Fury uit 1950 en The Blue Veil uit 1951, beide rollen waren bijrollen.

## I Love Lucy
In 1951 ging de legendarische sitcom I Love Lucy van start. Desi Arnaz en Lucille Ball zochten nog enkele rollen en televisiedirecteur Marc Daniels, die eerder al met Vance in een theaterproductie gewerkt had, stelde Vivian voor om de rol van huisbazin Ethel Mertz te spelen. Ze was niet de eerste keuze omdat Lucille Ball de actrice Bea Benaderet voor de rol wilde, zij was een goede vriendin. Maar omdat Benaderet nog onder contract lag voor een ander programma moest ze de rol afwijzen. Marc Daniels nam Desi Arnaz mee naar het toneelstuk The Voice of the Turtle, waarin Vance speelde en nadat hij haar gezien had was Desi ervan overtuigd dat zij de geknipte persoon was voor de rol van Ethel Mertz. Lucille Ball was echter minder overtuigd, zij had een veel oudere en minder aantrekkelijke persoon in gedachten voor de rol. Desalniettemin kreeg Vivian de rol voor de nieuwe succesreeks die op 15 oktober 1951 begon op de CBS.
Het personage Ethel Mertz, de huisbazin van Lucy was getrouwd met Fred Mertz die gespeeld werd door William Frawley, die 22 jaar ouder was dan Vivian. Beide personages pasten goed bij elkaar en zorgden voor goede televisie, maar in het echte leven konden ze niet met elkaar opschieten. Naar verluidt begon het slechter te gaan toen Frawley Vance hoorde klagen over zijn leeftijd en dat hij beter haar vader kon spelen dan haar echtgenoot.
Vance zou contractueel ook 10 kilo te veel moeten wegen tijdens de uitzendingen die zes jaar lang liepen. Men dacht dat Lucille Ball dit geregeld had omdat ze dacht dat ze niet zo aantrekkelijk zou zijn als Vance haar normale gewicht zou hebben. Deze misvatting werd nog verder gespekt door de schommeling van het gewicht van Vance tijdens de show. Later bleek echter dat het niet door Ball kwam dat Vance een kilootje meer woog. Vance en Ball werden later boezemvriendinnen.
In 1953 werd ze de eerste actrice die de Emmy Award voor beste vrouwelijke bijrol in ontvangst mocht nemen. Ze werd ook nog drie keer genomineerd (in 1954, 1956 en 1957).
Nadat de half uur durende serie stopte in 1957 bleef Vance de rol van Ethel Mertz verder spelen in de één uur durende special The Lucy-Desi Comedy Hour die van 1957 tot 1960 liep maar niet elke week kwam. Er werden dertien afleveringen opgenomen. In 1959 scheidde ze van haar derde man Philip Ober waarvan ze zei dat hij haar fysiek misbruikte.
Nadat de specials in 1960 stopten, kregen Vance en Frawley de kans voor de spin-offserie "Fred and Ethel". Hoewel Frawley geïnteresseerd was wees Vance het aanbod af.

## The Lucy Show
In 1960 verscheen Vivian in de piloot van de nieuwe sitcom Guestward Ho!. Deze serie werd echter niet goed ontvangen en afgevoerd. Een jaar later trouwde Vivian voor de vierde keer, nu met John Dodds. Ondanks de geruchten over vermeende homoseksualiteit van Dodds leek het huwelijk goed te werken. Het koppel ging in Connecticut wonen.
In 1962 plande Ball een terugkeer naar de televisie met een nieuwe serie en vroeg Vance om mee te spelen. Ze ging akkoord op voorwaarde dat ze meer glamoureuze kleding mocht dragen en dat haar personage "Vivian" mocht heten (ze was het beu dat iedereen haar aansprak als Ethel). Ze speelde mee in The Lucy Show van 1962 tot 1965 als Vivian Bagley, een gescheiden moeder met één zoon die een huis deelde met het personage van Ball.
Het pendelen van haar huis in Connecticut naar Hollywood werd echter te veel voor haar en tegen 1964 verscheen ze nog maar in de helft van de afleveringen. Het volgende seizoen werd haar een nieuw contract aangeboden door Desilu Studios, waarin ze de mogelijkheid kreeg om te regisseren. De onderhandelingen sprongen echter af omdat ze het niet eens werden over het loon. Ze maakte nog enkele occasionele optredens in de resterende afleveringen van The Lucy Show, die tot 1968 liep.

## Latere leven
De volgende jaren speelde ze kleine rollen op de televisie waaronder een gastrol in enkele episodes van Balls derde sitcom Here's Lucy. In 1969 keerde ze ook terug naar Broadway als ster in de komedie My Daughter, Your Son. In 1973 werd borstkanker vastgesteld bij haar en een jaar later verhuisde ze met haar man naar Belvedere (Californië) zodat ze dichter bij haar zuster kon wonen. In deze periode speelde ze in reclamespotjes. In 1977 kreeg ze een beroerte waardoor ze gedeeltelijk verlamd werd. Haar laatste televisieoptreden werd uitgezonden op 21 november 1977 in de special Lucy Calls the President
Vivian, die nooit kinderen had gekregen uit haar vier huwelijken, overleed in augustus 1979 op 70-jarige leeftijd. Na haar dood zei Desi Arnaz dat het erg was om zo’n grote artieste te verliezen waarmee het een plezier was om mee te werken maar het was nog erger om een goede vriendin te verliezen. Ze werd gecremeerd en haar as werd op zee uitgestrooid.
Lucille Ball zei tijdens een interview uit 1986 dat als ze naar een herhaling keek van I Love Lucy, ze voornamelijk naar Vance keek en ze haar "sensationeel goed" vond. In 1991 werd Vance postuum geëerd voor haar televisiewerk en kreeg ze een ster op de Hollywood Walk of Fame op 7030 Hollywood Boulevard.